# Hubertus Heil
Hubertus Heil (Hildesheim, 1972. szeptember 12. –) német szociáldemokrata politikus. 2018-tól  Németország munka- és szociális ügyi minisztere.

## Életpályája
1995-ben politológiát és szociológiát kezdett tanulni a Potsdami Egyetemen. 2006-ban a Hagen-i Távolsági Egyetemen (FernUniversität Hagen)  befejezte.
1998-ban a Bundestag tagja lett.
2019. december 8-an megválasztották az SPD helyettes elnökének.
Felesége Solveig Orlowski ügyvéd, akitől van egy fia (* 2012) és egy lánya (* 2014).